# Tropaeolum adpressum
Espèce
Tropaeolum adpressum est une espèce de plantes herbacées de la famille des Tropaeolaceae.

## Description
Les fleurs sont rouges en forme de cône avec des pétales verts. Le corps de T.adpressum est couvert de structures fines ressemblant à des poils.

## Répartition et habitat
Tropaeolum adpressum est originaire de Colombie et d'Équateur,,.
Cette plante se rencontre aux altitudes comprises entre 700 et 3 000 m(es) Carmen Ulloa Ulloa et Peter Møller Jørgensen, Arboles y arbustos de los Andes del Ecuador, Quito, Department of Systematic Botany, Aarhus University, 1993, 264 p. (ISBN 978-8787600392).

## Systématique
Le nom correct complet (avec auteur) de ce taxon est Tropaeolum adpressum Hughes,. 
Tropaeolum adpressum a pour synonymes :
- Tropaeolum glaucum Heilb.
- Tropaeolum pseudopubescens Hughes

### Publication originale
- (la + en) D. K. Hughes, « The "Serrato-Ciliata" Group of Tropaeolum », Bulletin of Miscellaneous Information Kew, Londres, Majesty's Stationery Office, vol. 1922, no 2,‎ 1922, p. 63-85 (ISSN 0366-4457, OCLC 7052979, DOI 10.2307/4113568, JSTOR 4113568, lire en ligne).